# Gwynedd
Gwynedd är en kommun (principal area), tillika ett administrativt och bevarat grevskap i den nordliga delen av Wales. Det har fått sitt namn efter medeltidskungariket Gwynedd, och skapades 1974 som ett av åtta administrativa grevskap i Wales. I area är detta grevskapet ett av de största i landet, men är mycket glesbefolkat. En stor del av befolkningen talar kymriska, och Gwynedd har därför blivit centrum för walesisk nationalism. Partiet Plaid Cymru fick sitt genombrott här.
Den 1 april 1996, i samband med kommunreformen i Wales, miste Gwynedd Anglesey, som blev en självständig enhet, och Aberconwy, som gick till Conwy. Anglesey finns dock med i det bevarade grevskapet Gwynedd.
Det nya Gwynedd täcker det mesta av de gamla grevskapen Caernarfonshire och Merionethshire; då det först upprättades bar det också namnet Caernarfonshire and Merionethshire. De lokala politikerna gav det namnet Gwynedd nästa dag.
Halvön Lleyn ligger inom Gwynedds territorium.
I Gwynedd föddes soulsångerskan Duffy.

## Större orter i Gwynedd
| Ort                | Invånare |
| ------------------ | -------- |
| Bangor             | 18 000   |
| Bethesda           | 4 500    |
| Blaenau Ffestiniog | 3 500    |
| Caernarfon         | 9 500    |
| Pwllheli           | 4 000    |
| Tywyn              | 3 000    |

## Administrativ indelning
Gwynedd är indelat i 64 communities.
- Aber
- Aberdaron
- Aberdyfi
- Arthog
- Bala
- Bangor
- Barmouth
- Beddgelert
- Bethesda
- Betws Garmon
- Bontnewydd
- Botwnnog
- Brithdir and Llanfachreth
- Bryn-crug
- Buan
- Caernarfon
- Clynnog
- Corris
- Criccieth
- Dolbenmaen
- Dolgellau
- Dyffryn Ardudwy
- Ffestiniog (med orten Blaenau Ffestiniog)
- Ganllwyd
- Harlech
- Llanbedr
- Llanbedrog
- Llanberis
- Llanddeiniolen
- Llandderfel
- Llandwrog
- Llandygai
- Llanegryn
- Llanelltyd
- Llanengan
- Llanfai
- Llanfihangel-y-Pennant
- Llanfrothen
- Llangelynnin
- Llangywer
- Llanllechid
- Llanllyfni
- Llannor
- Llanrug
- Llanuwchllyn
- Llanwnda
- Llanycil
- Llanystumdwy
- Maentwrog
- Mawddwy
- Nefyn
- Pennal
- Penrhyndeudraeth
- Pentir
- Pistyll
- Porthmadog
- Pwllheli
- Talsarnau
- Trawsfynydd
- Trefor a Llanaelhaearn
- Tudweiliog
- Tywyn
- Waunfawr
- Y Felinheli